# 崇弼
崇弼（1785年—1810年），字子良，号恬齋，镶蓝旗宗室。嘉庆十年乙丑恩科二甲进士出身，宗室会考会元，后来授翰林院庶吉士，散馆后授职不祥。

## 家庭
- 胞兄崇硕，嘉庆十四年进士。妻高佳氏，其父鑲黃旗滿洲、陝甘總督、瑪尚阿巴圖魯高杞，母鈕祜祿氏（胞姊鈕祜祿氏封乾隆帝之順貴人）；祖父總管內務府大臣高恆 (清朝)，曾祖文定公高斌。
- 妻萨尔图克氏；其父正白旗蒙古、陕甘总督勤襄公惠龄，母杨氏（父内务府正黄旗汉军、兵部侍郎虔禮寶、光緒十五年（1889年）己丑科进士楊鍾羲之高祖），胞侄总管內務府大臣麟翔。